# Dja Dja Wurrung

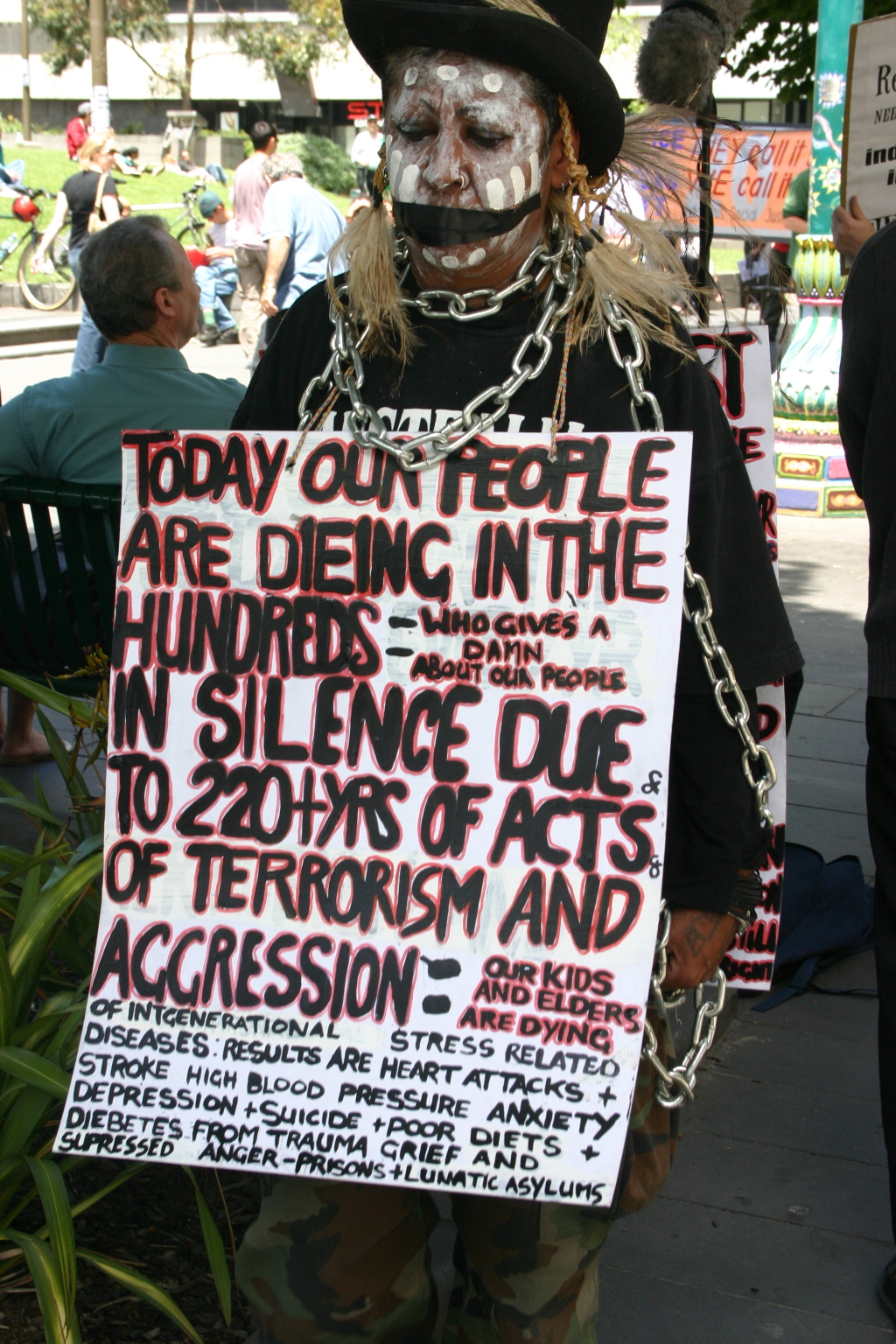
Die Elder der Dja Dja Wurrung Aunty Sue Rankin am Menschenrechtstag von 2005 in Melbourne

Die Dja Dja Wurrung waren ein Stamm der Aborigines, der auch als Jaara people und Loddon River tribe bekannt war. Er lebte in Victoria um den Loddon River und Avoca River in der Bendigo-Region und waren ein Teil der Kulin-Allianz, die aus fünf Stämmen bestand. Der Stamm der Dja Dja Wurrung bestand aus 16 Clans mit einem jeweiligen Elder.

## Geschichte
Die Dja Dja Wurrung waren mit ihrem Land und der Traumzeit verbunden, in der in ihren mythischen Vorstellung die Welt, die Menschen und deren Kultur kreiert wurden. Die Dja Dja Wurrung waren auch ein Teil des Handelsnetzwerks, das es ermöglichte, Güter und Informationen über weite Entfernungen zu transportieren. Dieses Handelnetz transportierte die Nachricht von fremden weißen Männern, die im Land der Eora in den frühen 1790er Jahren siedelten und dass diese Menschen sich weiter westlich und südwestlich von Sydney bewegten. Thomas Mitchel war vermutlich der erste weiße Mensch, der von den Dja Dja Wurrung gesehen wurde, als er 1836 Zentral-Victoria erforschte und große Flächen landwirtschaftlich nutzbaren Landes fand. Die Landnahme der Weißen begann im Goulburn- und Loddon-Distrikt im folgenden Jahr durch Kolonisten, die Viehstationen aufbauten und weiter vordrangen.
Es ist belegt, dass in den Jahren 1789 und 1825 Pockenepidemien die Hälfte der Dja Dja Wurrung töteten. Diese Epidemien verursachte nach ihrer Mythologie eine große Regenbogenschlange, die sie Mindye nannten, die Bunjil sandte, einen Keilschwanzadler, der magischen Staub über diejenigen Menschen blies, die böse handelten.

### Munangabum
Munangabum war ein einflussreicher Führer des Clans der Liarga Balug und spiritueller Anführer der sogenannten neyerneyemeet der Dja Dja Wurrung, die die zwei Pockenepidemie überlebt hatten und sich gegen die europäische Besiedlung in den 1830er und 1840er Jahren wehrten. Am 7. Februar 1841 wurde Munangabum durch Siedler angeschossen und verwundet, während sein Mitkämpfer Gondiurmin westlich von Maryborough an der Far Creek Station getötet wurde. Drei Siedler wurden später deswegen am 18. Mai 1841 vor Gericht angeklagt, aber freigesprochen, weil die Aborigines den Mord nicht vor dem Gerichtshof belegen konnten. Munangabun wurde 1846 durch einen rivalisierenden Aborigine-Führer aus dem Süden getötet.

### Vergewaltigungen und sexuelle Interaktion
Eine wichtige Ursache des Grenzkonflikts waren die sexuellen Beziehungen zwischen den europäischen Siedlern und Aborigines-Frauen. Der Historiker Bain Attwood nimmt an, dass die Aborigines-Clans die Weißen grundsätzlich in verwandtschaftliche Beziehungen auf der Basis von Gegenseitigkeit und Gemeinschaftlichkeit inkorporieren wollten. Jedoch wurde dies von den weißen Siedlern als Prostitutionsangebot verstanden, was zu den kulturellen Missverständnissen und Konflikten führte. Menschenraub und Vergewaltigung der Aborigines-Frauen waren weit verbreitet und führten in zahlreiche gewaltsame Auseinandersetzungen. Während die meisten Landnehmer derartige sexuellen Übergriffe ihres Personals ignorierten oder daran selbst beteiligt waren, war beispielsweise John Stuart Hepburn ein Siedler, der derartiges Vorgehen zwischen seinen Beschäftigten und den Dja Dja Wurrung unterband.
Edward Parker kommentierte dieses Verhalten folgendermaßen: Were the settlers generally to follow the example of Mr Hepburn, much of the liberal intercourse between the labouring men and native women, and consequently the endangering of property, would be suppressed. (Deutsch: „Wären die Siedler dem Beispiel von Mr. Hepburn einer gleichberechtigten Begegnung von Arbeitern und indigenen Frauen gefolgt, wäre die Landnahme nicht lebensgefährdend erfolgt“.) 1843 bekräftigte Parker dies als seine „firm conviction [...], that nine out of ten outrages committed by the blacks“" (deutsch: verbindliche Überzeugung [...], dass neun bis zehn der Gewalttätigkeiten dadurch von Schwarzen begangen wurden), die direkt oder indirekt aus den Folgen dieses sexuellen Verhaltens resultierten. Da er erkannte, dass die „Arbeiter“ die schlimmsten Straftäter waren, beschrieb er sie als „individuals claiming the rank of gentleman and even aspiring to be administrators of the law“ (deutsch: „Individuen, die den Rang eines Gentleman beanspruchten und sich selbst sogar als Gesetzesvertreter verstanden“, die die Frauen der Aborigines entführten).
Der weitverbreitete Raub von Aborigines-Frauen führte unmittelbar zu einer epidemischen Verbreitung von Geschlechtskrankheiten wie Syphilis und Gonorrhoe, die zur Unfruchtbarkeit der Frauen und einer hohen Säuglingssterblichkeit führten.

### Massaker
Als Reaktion auf die europäische Besiedlung des westlichen Victoria in den 1830er und 1840er reagierten die Aborigines in Konflikten durch Vertreibung von Schafen, woraufhin die Kolonisten mehrmals mit Massakern antworteten. Die Dja Dja wurrung erlebten zwei Wellen der Besiedlung ihres Landes: eine aus dem Süden im Jahr 1837 und eine weitere 1845 vom Norden.
Nur wenige Belege existieren über Anklagen von Siedlern vor Gericht und in den meisten Fällen, sofern überhaupt Anklage erhoben wurde, schlugen Gerichte diese nieder, weil die vorgetragenen Beweise der Aborigines von den Gerichten abgelehnt wurden. Außerdem sind die Geschehnisse, die bekannt wurden, nur diejenigen, die vor Gericht zur Klage vorgetragen wurden, denn zahlreiche Vorfälle sind nicht offiziell dokumentiert. Neil Black, ein Landnehmer im westlichen Victoria schrieb am 9. Dezember 1839 über das übliche Vorgehen vieler Siedler: „The best way [to procure a run] is to go outside and take up a new run, provided the conscience of the party is sufficiently seared to enable him without remorse to slaughter natives right and left. It is universally and distinctly understood that the chances are very small indeed of a person taking up a new run being able to maintain possession of his place and property without having recourse to such means - sometimes by wholesale...“
Tabelle: Berichte über Massaker auf dem Gebiet der Dja Dja Wurrung bis 1859
| Datum                                 | Ort                                                      | Beteiligte Aborigines                   | Beteiligte Europäaer                                                            | Bericht über die Tötung von Aborigines |
| ------------------------------------- | -------------------------------------------------------- | --------------------------------------- | ------------------------------------------------------------------------------- | -------------------------------------- |
| März–April 1838                       | Unbekannt                                                | Dja Dja Wurrung, Clan unbekannt         | zwei Europäer                                                                   | Koonikoondeet und ein weiterer Mann    |
| Winter 1838                           | Darlington Station, ungefähr 16 km von Lancefield        | Dja Dja Wurrung oder Taungurong         | Arbeiter von Captain Sylvester Brown                                            | 13 Personen                            |
| Juni 1838                             | Waterloo Plains                                          | unknown                                 | Arbeiter of WH Yaldwyn, CH Ebden, H Munro, and Dr W Bowman                      | 7 oder 8 Personen, möglicherweise mehr |
| Februar 1839                          | Maiden Hills                                             | Dja Dja Wurrung, Clan unbekannt         | John Davis und Abraham Braybrook, Sträflinge und William Allan                  | Noorowurnin und eine weitere Person    |
| Mai 1839                              | siehe Campaspe-Plains-Massaker                           | Taungurong, Clan unbekannt              | Charles Hutton und weitere Siedler                                              | ungefähr 40 getötet                    |
| Juni 1839                             | Campaspe Plains, siehe Campaspe-Plains-Massaker          | Dja Dja Wurrung, Clan unbekannt         | Charles Hutton und Beteiligte der berittenen Polizei                            | At least 6 people killed, many wounded |
| Spätes 1839er oder frühes 1840er Jahr | Middle Creek, bekannt als Blood-Hole-Massaker            | Dja Dja Wurrung, Clan unbekannt         | Captain Dugald McLachlan und weitere Arbeiteremployees                          | unbekannt                              |
| August 1840                           | unbekannt                                                | Dja Dja Wurrung, Clan unbekannt         | einer der Diener von Henry Dutton                                               | Pandarragoondeet                       |
| 7. Februar 1841                       | 14 Mile Creek, Glenmona Station westlich von Maryborough | Dja Dja Wurrung, Clan der Algal gundidj | William Jenkins, William Martin, John Remington, Edward Collin, Robert Morrison | Gondiurmin und Munangabum verwundet    |
| 15. Mai 1844                          | 100 km nördlich des Pyrenee Range                        | Vermutlich Dja Dja Wurrung              | Native Police Corps, geführt vom Crown Commissioner FA Powlett und HEP Dana     | Leelgoner                              |
| 28. Juni 1846                         | Avoca River nahe Charlton                                | Dja Dja Wurrung, Clan unbekannt         | John Fox                                                                        | eine Person                            |

### Loddon-Aboriginal-Protektoratstation bei Franklinford

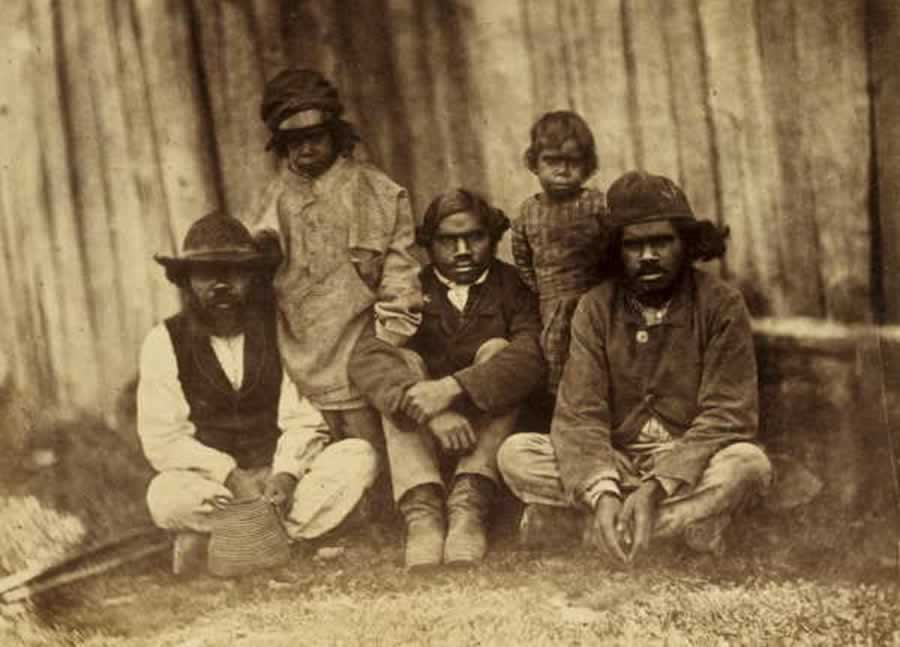
Aborigines-Farmer im Loddon Aboriginal Protektorat in Franklinford (1858)

Edward Stone Parker wurde in England durch das Colonial Office zum Assistant-Protector of Aborigines im  Aborigines-Protektorat des Distrikts Port Phillip unter George Robinson ernannt. Er erreichte Melbourne im Januar 1839 und Robinson übergab Parker den Distrikt im Nordwesten und den Loddon-Distrikt im März. Dieses Protektorat baute Parker bis zum September 1839 auf. Die Aufgaben eines Protektors beinhalteten den Schutz der Aborigines vor „encroachments on their property, and from acts of cruelty, of oppression or injustice“ (deutsch: „Rechtsverletzungen an ihrem Landbesitz, Akte der Unmenschlichkeit und Ungerechtigkeiten“) und als langfristiges Ziel wurde eine sogenannte Zivilisierung der Áborigines verfolgt.
Parker errichtete unverzüglich seine Basis am Jackson Creek bei Sunbury, die nah am Protektorat der Aborigines lag. Parker beabsichtigte wie Robinson und Gouverneur George Gipps, dass die Stationen der Protektorate für jeden Bezirk nahe jener Gebiete zu liegen kamen, an denen die Aborigines ihre Nahrungsquellen hatten und auf diesem Weg die Grenzkonflikte reduziert werden konnten. Gouverneur Gipps stimmte den Planungen zu und die Stationen jedes Protektors wurden 1840 genehmigt. Die Wahl Parkers für die Dja Dja Wurrung fiel im September 1840 auf das Gebiet Neereman am Bet Bet Creek, einem Nebenfluss des Loddon River. Jedoch war dieses Gebiet für die Landwirtschaft ungeeignet und im Januar 1841 wählte er ein Gebiet auf der Nordseite des Mount Franklin am Jim Crow Creek mit einer Grischwasser-Quelle aus. Das Gebiet wurde mit Unterstützung der Dja Dja Wurrung als auch des Crown Lands Commissioner Frederick Powlett ausgewählt. Die Genehmigung hierzu wurde im März erteilt und eine große Anzahl der Dja Dja Wurrung begleiteten Parker im Juni 1841 dorthin. Es sollte die Station am William Mollison's Coliban Run aufgebaut werden, wo bereits eine Hütte als Außenstation existierte. Die Station wurde bekannt als die Loddon Aboriginal Protectorate Station bei Franklinford und von den Dja Dja Wurrung erhielt das Gebiet den Namen Larne-ne-barramul oder Gebiet der Emus. Der nahegelegene Mount Franklin wurde Lalgambook genannt.
Franklinford erhielt für die Dja Dja Wurrung während der 1840er Jahre große Bedeutung, da sie dort Schutz und Nahrungsmittel erhielten und ihre traditionelle Praxis und ihren semi-nomadischen Lebensstil weiter leben konnten, sofern sie dies wollten. Parker beschäftigte einen medizinischen Offizier, Dr. W. Baylie, um die zahlreichen Krankheitsfälle zu behandeln.
Parker beabsichtigte auch die Aborigines vor denjenigen europäischen Siedlern zu schützen, die getötet hatten, einschließlich Henry Monro und sein Personal, die Morde im Januar 1840 verübt hatten und auch William Jenkins, William Martin, John Remington, Edward Collins, Robert Morrison, die Mörder von Gondiurmin im Februar 1841. Beide Fälle wurden vom Gericht wegen Unzulässigkeit und unzureichender Beweise durch Aborigines durch den Gerichtshof niedergeschlagen: Aborigines wurden dabei zu Heiden erklärt, unfähig einen Eid auf die Bibel zu schwören und daher nicht in der Lage die Wahrheit auszusagen. Die Folge davon war, dass die Siedler bei kriminellen Akten geschützt waren und machte es für die Aborigines als Zeugen vor Gericht außerordentlich schwierig, wenn sie danach gegen die Siedler mit Schafsdiebstahl antworteten.
Die Kolonialregierung kürzte die Gelder für das Protektorat ab 1843 mehrmals. Das Parker lebte auch nach der Schließung des Protektorats weiterhin mit seiner Familie in Franklinford. Sechs Dja Dja Wurrung siedelten weiter in Franklinford, allerdings starb einer bei einem Unfall oder an einer Atemwegserkrankung. Tommy Farmer war der letzte Überlebende dieser Aborigines-Gruppe, der das Land 1864 verließ und sich in das Coranderrk-Reservat begab, einer Aborigines-Missionsstation.

### Zusammenbruch wegen Krankheit
Während des Grenzkonflikts forderten Morde und Massaker ihren Tribut an der indigenen Bevölkerung, doch Krankheiten hatten daran einen weit größeren Anteil. Epidemien durch Pocken hatten die Stämme bereits vor der ersten Begegnung mit den Europäern dezimiert. Von den späten 1830er Jahren an erkrankten Aborigines Krankheiten an Tuberkulose, Geschlechtskrankheiten, Bronchitis, Grippe, Pocken, Masern und Scharlach. Geschlechtskrankheiten wie Syphilis und Gonorrhoe erreichten epidemische Ausmaße und etwa 90 % der Frauen der Dja Dja Wurrung waren im späten 1841 mit Syphilis infiziert. Dies hatte zur Folge, dass die Frauen unfruchtbar wurden, ihre Babys infizierten und sich eine hohe Rate der Säuglingssterblichkeit und fallende Geburtenrate einstellte. Ein Arzt stellte fest, dass Geschlechtskrankheiten die Oberhand gewonnen hatten.
Am meisten von Krankheiten betroffen waren die Gruppen der Aborigines, die Kontakt mit den weißen Siedlern hatten. Waren sie längere Zeit auf dem gleichen Lagerplatz, war die Wahrscheinlichkeit hoch, dass sie lungen- und magenkrank wurden. Als einige Dja Dja Wurrung 1841 im Reservat Franklinford starben, wurden die fehlenden Aborigines an diesen Ort entführt. Zahlreiche Tode und Krankheiten unter den Weißen in den Jahren 1847-1848, die dort arbeiteten, führten die Aborigines darauf zurück, dass sie annahmen der Boden von Franklinford in 1847-1848 sei malignant (deutsch: bösartig). Um den Dezember 1852 war die Population von Dja Dja Wurrung auf etwa 142 Menschen abgesunken, von ein- bis zweitausend vor der Zeit der ersten Kontakte mit Weißen vor 15 Jahren.

### Victorianischer Goldrausch
Der Goldrausch in Victoria von 1851 übte weiteren Druck auf die Dja Dja Wurrung aus, da etwa 10.000 Goldsucher das Gebiet des Barkers Creek am Mount Alexander und weiterer goldführender Bäche eindrangen und viele geheiligte Plätze vernichteten. Der Goldrausch führte zu einer Krise der landwirtschaftlichen Arbeit und die Landnehmer beschäftigten saisonal oder in Teilzeit Dja Dja Wurrung als Schafhirten, Viehtreiber, Hilfskräfte und Dienstpersonal in ihren Häusern. Viele von den Aborigines, die keine Arbeit bei den Landnehmern fanden, überlebten marginalisiert in der weißen Gesellschaft durch Bettelei und Prostitution für Lebensmittel, Bekleidung und Alkohol. Die Verfügbarkeit von Alkohol führt zum Bau zahlreicher Gaststätten im Busch wie auch Grog ausschenkenden Baracken in der Umgebung der Goldfelder. Die Trunkenheit und Alkoholabhängigkeit wurde ein ernstes Problem. Die Sterblichkeitsrate schritt während des Goldrausches voran.
Entsprechend mündlicher Überlieferungen wichen zahlreiche Dja Dja Wurrung in den Norden aus, um die Probleme von Alkoholismus, Prostitution und Bettelei zu vermeiden, die zu ihrer Marginalisierung in den weißen Gesellschaft geführt hatten.
Eine kleine Gruppe der Dja Dja Wurrung, die Franklinford und Parker verbunden waren, bearbeiteten dort das Land, errichteten Hütten und verkauften ihre Produkte am nächsten Goldfeld etwa 3,5 Kilometer entfernt.

### Wiederbesiedlung
Eine Untersuchung der Verhältnisse in Franklinford und Coranderrk vom Februar 1864 durch den Superintendenten John Green und William Thomas ergab, dass die Schule im Protektorat unfähig und dass die Farm verlassen war. Green wies die Schließung der Schule und die Verbringung der Kinder nach Coranderrk an, darin war mit Thomas einer Meinung, aber dieser wehrte sich gegen den Abriss der Protektoratsstation. Thomas wurde darin von Parker unterstützt. Die Dja Dja Wurrung in Franklinford wurden gezwungen in die Coranderrk-Station zurückzukehren. Dort gab es 31 Erwachsene und 7 Kinder, die zu den Dja Dja Wurrung gehörten.
Thomas Dunolly, ein Kind der Dja Dja Wurrung, das zurück nach Coranderrk gebracht wurde, spielte eine bedeutende Rolle im ersten organisierten Protest zum Erhalt von Coranderrk durch die Aborigines in den 1880er Jahren. Caleb und Anna Morgan, Nachkömmlinge von Caroline Malcolm, die ebenso nach Coranderrk zurückkamen, waren aktive Mitglieder der Australian Aborigines League, die William Cooper in den Jahren 1933 bis 1934 gründete.
Am 26. Mai 2004 besetzte Susan Charles Rankin, eine Elder der Dja Dja Wurrung, friedlich Land der Krone in  Franklinford und rief das Land zum Going Home Camp (deutsch: Heimkehrer-Camp) aus. Rankin befragte vor dieser Besetzung das Victorian Department of Sustainability and Environment nach Eigentumsnachweisen und ob es zulässig wäre, dieses Land zu besetzen. Übereinstimmend erklärten der Anwalt von Daylesford und der lokale DSE-Offizier, dass sie „cannot produce these documents and doubt that such documents exist“ (deutsch: „diese Dokumente nicht erstellen können und daran zweifeln, dass sie existieren“).

### Jaara-Baby
Von dem Jaara-Baby, das in den 1840er bis 1860er Jahren verstarb, ist die Herkunft nicht belegt. Allerdings wird allgemein angenommen, dass es von den Dja Dja Wurrung stammt. Das Baby wurde nach Berichten 1904 gefunden und im Museum Victoria 99 Jahre bis ins Jahr 2003 aufbewahrt, anschließend der Gemeinschaft der Dja Dja Wurrung übergeben, die es nach ihren Riten beisetzten. Das Baby war es von besonderem wissenschaftlichen Interesse, da es mit einem Possum-Fell und weiteren 130 europäischen und indigen Artefakten beigesetzt worden war.

## Struktur, Grenzen und Landnutzung
Die Gemeinschaften von 16 Gruppen mit eigenem Land, die sich Clans nannten, waren sprachverwandt und hatten kulturelle und gegenseitige Interessen, Totems, Handels- und Heiratsregeln.
Verbunden mit dem Land und Ressourcen beschränkten die Clans diese im Sinne von Nachhaltigkeit. Beispielsweise, wenn ein Fluss oder Bach außerhalb der regulären Fischfangzeiten oder durch starkes Befischen wenig Fische führte, limitierte der Clan das Befischen bis sich der Bestand erholt hatte. Während dieser Zeiten wurden andere Nahrungsressourcen genutzt. Das sicherte den Erhalt der Nahrungsquellen. In den meisten Kulingebieten, wurden Verstöße dagegen durch Durchreisenden mit Speerwürfen bestraft. Heute sind diese Regeln nicht mehr gültig, denn die traditionellen Clangebiete, Sprachgruppen und Grenzen sind nicht mehr existent und die Nachkommen der Wurundjeri leben in der modernen Gesellschaft Australiens.

### Clans
Vor der ersten europäischen Besiedlung existierten 16 Clans, jede mit einem Elder.
| No | Clanname             | Ungefähre Lage                       |
| -- | -------------------- | ------------------------------------ |
| 1  | Bial Balug           | Bealiba                              |
| 2  | Burung Balug         | Natte Yallock                        |
| 3  | Bulangurd Gundidj    | Mount Bolangum                       |
| 4  | Cattos Run Clan      | Bridgewater                          |
| 5  | Galgal Balug         | Burnbank und Mount Mitchell          |
| 6  | Djadja Wurrung Balug | unbekannt                            |
| 7  | Galgal Gundidj       | nordwestlich von Kyneton             |
| 8  | Gunangara Gundidj    | Larrnebarramul, nahe Mount Franklin  |
| 9  | Larnin Gundidj       | Richardson River                     |
| 10 | Liarga Galug         | Mount Tarrengower und Maldon         |
| 11 | Munal Gundidj        | Daylesford                           |
| 12 | Dirag Galug          | Avoca                                |
| 13 | Durid Balug          | Mount Moorokyle und Smeaton          |
| 14 | Wurn balug           | zwischen Carisbrook und Daisy Hill   |
| 15 | Wungaragira gundidj  | Hoher Avoca River und nahe St Arnaud |
| 16 | Yung Balug           | Mount Buckrabanyule                  |

### Aboriginesland
Das Land der Dja Dja Wurrung erstreckte sich über den Mount Franklin und die Städte Creswick und Daylesford im Südosten bis Castlemaine, Maldon und Bendigo im Osten, Boort im Norden, Donald im Nordwesten bis Navarre Hill und Mount Avoca, das die südwestliche Grenze markierte. Dieses Land umfasst ferner die Bendigo- und Clunes-Goldfelder in Victoria. Sie wurden von den weißen Siedlern Loddon River Tribe nach den Wasserscheiden des Loddon und Avoca River Tribe genannt, die hauptsächlich durch ihr Land flossen.

### Diplomatie als Tanderrum
Wenn fremde Menschen das Land der Dja Dja Wurrung betraten, wurden sie zu einem Tanderrum - freedom of the bush - eingeladen. Dies erlaubte ihnen eine sichere Passage und zeitliche Nutzung der vorhandenen Ressourcen. Es war ein diplomatisches Ritual das Gastfreundlichkeit zusicherte und mit einem Austausch von Geschenken verbunden war.